# Gran Hotel Puente Colgante
El Gran Hotel Puente Colgante es un hotel situado en Portugalete (Vizcaya), España.

## Historia
Situado en el extremo de la plaza del Solar, en dirección al puente de Vizcaya, fue construido como residencia de veraneo de Manuel Calvo, indiano portugalujo, en 1871. La mansión, concebida en estilo colonial con influencias neoclásicas y regionalistas, es el edificio más antiguo del primer ensanche portugalujo promovido por Luciano Urízar.
Tras la muerte de Manuel Calvo, en 1904, el edificio pasó a titularidad municipal, ya que en su testamento legó su casa a la Villa con la condición de hacer de ella un café-hotel y dedicar sus beneficios a obras de caridad para con los vecinos más pobres del municipio.
En el año 1993, el palacio fue arrasado por un incendio. Tras años de obras, fue inaugurado en 2002 como Gran Hotel Puente Colgante.